# Pittosporum turneri
Pittosporum turneri är en tvåhjärtbladig växtart som beskrevs av Donald Petrie. Pittosporum turneri ingår i släktet Pittosporum och familjen Pittosporaceae. Inga underarter finns listade.